# Alpina B10 Bi-Turbo

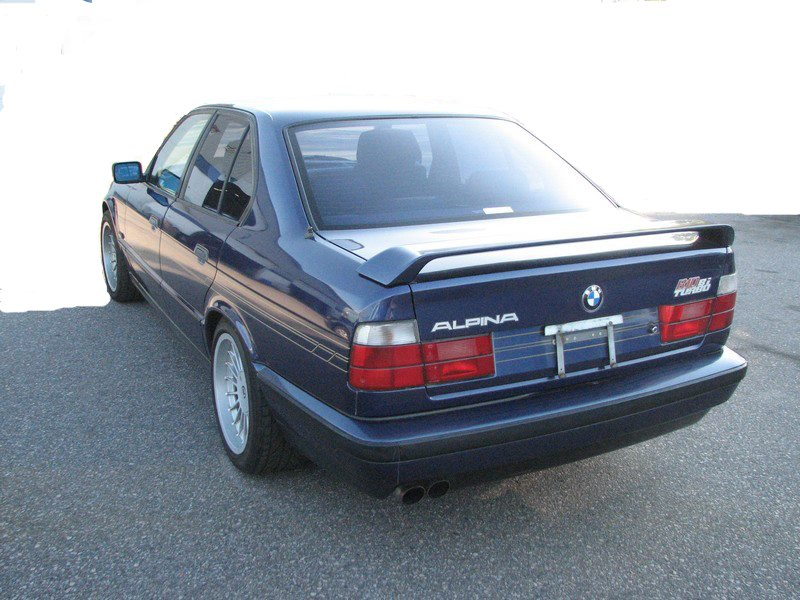
Alpina B10 Bi-Turbo

Alpina B10 Bi-Turbo — высокопроизводительная версия BMW 5-й серии в кузове E34 (B10 Bi-Turbo проектировался на базе модели 535i), производства немецкого автопроизводителя Alpina. На разработку было потрачено $3,2 млн, после чего в марте 1989 года B10 Bi-Turbo был представлен на Женевском автосалоне. Выпуск начался в том же году и прекращён в 1994 году, после 507 выпущенных экземпляров.

## Технические характеристики
Для создания каждой силовой установки B10 Bi-Turbo, компания Alpina демонтировала двигатель BMW M30, меняла на нём стандартные поршни на кованые? фирмы Mahle; устанавливала два турбокомпрессора Garrett T25 с водяным охлаждением и добавляла регулируемый регулятор наддува Bosch с диапазоном 0,4-0,8 бар.. Дополнительные модернизации помогли увеличить мощность стандартного двигателя M30 со 155 кВт (211 л. с., 208 л. с.) при 5700 об/мин и 305 Н·м (225 фунт-фут) при 3000 об/мин до 265 кВт (360 л. с., 355 л. с.) при 6000 об/мин и 520 Нм (384 lbft) при 4000 об / мин. 
Для управления мощностью была установлена 5-ступенчатая механическая коробка передач Getrag 290.
Модификации подвески включали специфические для Alpina пружины и стабилизаторы поперечной устойчивости. Амортизаторы Bilstein использовались спереди, а устройства автоматического выравнивания нагрузки Fichtel & Sachs использовались сзади. 
Роторы передних тормозов представляли собой большие размером в 13,1-дюйма (332,7 мм) диски от британской компании Lucas Girling, они даже были больше, чем у E34 M5 размер дисков которой составлял 12,1-дюймов (307,3 мм). 
Шины Michelin MXX были стандартными, как и система автоматического контроля устойчивости BMW (ASC).

## Производительность
Alpina утверждала, что время разгона 0-100 км/ч  составляет 5,6 секунды, а максимальная скорость превышает 290 км/ч (180,2 миль/ч), что с точки зрения производительности было сравнимо с Ferrari Testarossa. 
В номере журнала Road & Track от сентября 1991, Пол Фрере писал: «Думаю, что эта машина, лучший 4-дверный седан в мире.».
Шестилетний производственный цикл начался в 1989 году и закончился в августе 1994 года. Производство было прекращено из-за прекращения производства двигателя M30 компанией BMW в 1993 году. Последние 50 блоков двигателей M30 были отправлены в Alpina для использования в 50 последних автомобилях.
Несмотря на базовую цену в 146 800 немецких марок, что почти вдвое превышало цену E34 M5, B10 Bi-Turbo стала самой продаваемой мелкосерийной моделью в истории Alpina.

### Результаты независимых тестов производительности
- 0-100 км/ч: 5,2 секунды[5]
- 0-200 км/ч (124,3 миль / ч): 19,7 секунды[6]
- 1⁄4 мили (402 м): 13,6 секунды скорость на выходе 107,0 миль в час (172,2 км / ч)[7]
- Максимальная скорость: 288,4 км/ч[7]

| Модель                                       | Alpina B10 Bi-Turbo                                       |
| -------------------------------------------- | --------------------------------------------------------- |
| Количество цилиндров/клапанов                | 6/12                                                      |
| Диаметр цилиндра, ход                        | 92,0 × 86,0 мм                                            |
| Объём                                        | 3 430 см³                                                 |
| Степень сжатия                               | 7,2:1                                                     |
| Максимальная мощность                        | 265 кВт [257 кВт] (360 л. с. [350 л. с.]) при 6000 об/мин |
| Максимальный крутящий момент                 | 520 Нм [501 Нм] при 4000 об/мин                           |
| Максимальная скорость                        | 291 км / ч (180 миль / ч)                                 |
| Разгон 0-100 км / ч                          | 5,6 секунды [5,9 секунды]                                 |
| Разгон 0-160 км / ч                          | 12,3 секунды                                              |
| Разгон 0-200 км / ч                          | 19,7 секунды                                              |
| Разгон 60-100 км / ч на 4-й передаче         | 7,1 секунды                                               |
| Разгон 80-120 км / ч на 5-й передаче         | 9,2 секунды                                               |
| 1000 м, старт с места                        | 24,6 секунды                                              |
| Расход топлива в смешанном цикле, л / 100 км | 12,4 литра                                                |

[Цифры в скобках относятся к автомобилям швейцарского рынка]

## Галерея

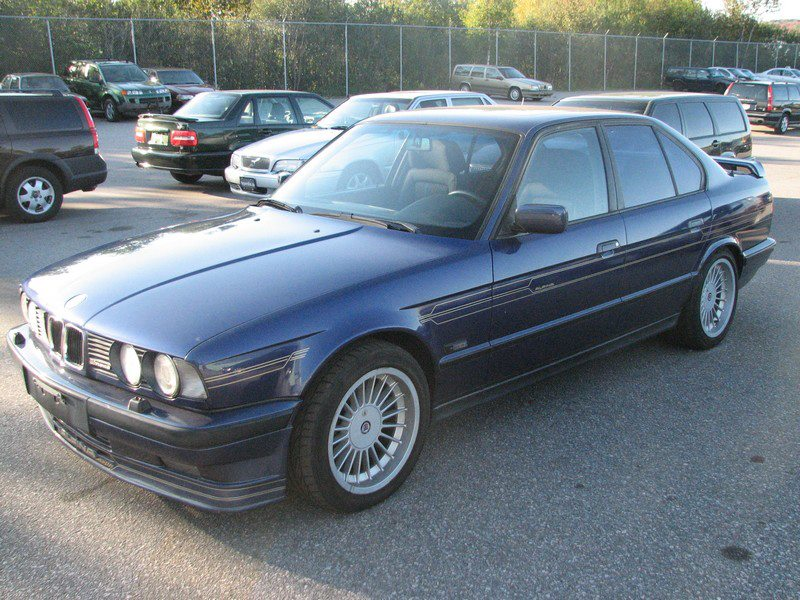
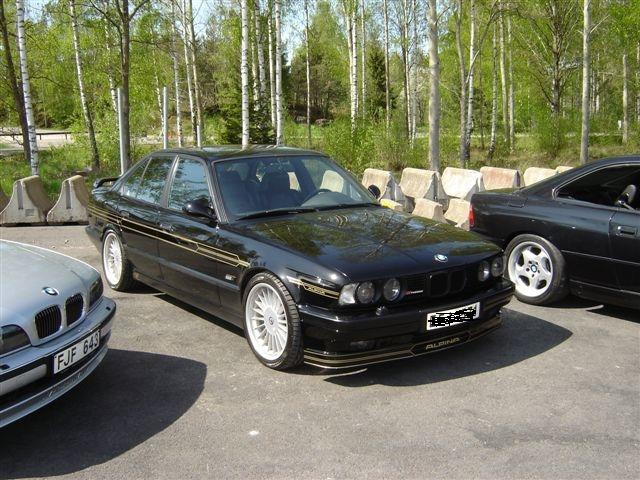